# Municipio de Michigan (condado de Grand Forks)
El municipio de Michigan (en inglés: Michigan Township) es un municipio ubicado en el condado de Grand Forks en el estado estadounidense de Dakota del Norte. En el año 2010 tenía una población de 139 habitantes y una densidad poblacional de 1,49 personas por km².

## Geografía
El municipio de Michigan se encuentra ubicado en las coordenadas 47°43′26″N 97°11′1″O / 47.72389, -97.18361. Según la Oficina del Censo de los Estados Unidos, el municipio tiene una superficie total de 93.42 km², de la cual 93,38 km² corresponden a tierra firme y (0,04 %) 0,04 km² es agua.

## Demografía
Según el censo de 2010, había 139 personas residiendo en el municipio de Michigan. La densidad de población era de 1,49 hab./km². De los 139 habitantes, el municipio de Michigan estaba compuesto por el 99,28 % blancos, el 0,72 % eran de otras razas. Del total de la población el 0,72 % eran hispanos o latinos de cualquier raza.